# Fisac (azienda)
La Fisac  (acronimo dapprima di  Fabbriche italiane di seterie A. Clerici e poi di Fabbriche Italiane seterie e affini Como)  è stata una azienda che ha operato nel settore della seta naturale e poi delle fibre artificiali  raggiungendo sia dal punto di vista delle quantità che della qualità livelli di primo piano.

## Storia
Negli anni '20 con l'appoggio di alcune banche, in particolare il Credito Italiano mise in atto una politica industriale che da un lato mirava alla diversificazione, dall'altro a completare il ciclo produttivo serico negli anni in cui Como era senza dubbio a livello mondiale il distretto serico di riferimento.
Come attesta la Treccani è soprattutto dal 1925 che la Fisac assume un ruolo guida nel distretto serico comasco e sarà anche uno dei primi gruppi ad affrontare la tessitura del rayon
La Fisac comprendeva le tessiture di Cermenate, Menaggio, Como e Camerlata. Impianti sorsero anche a Monte Olimpino, Luisago e Grandate.
Nel 1929 quando aveva conseguito la quotazione allo Borsa di Milano dovette affrontare la Grande depressione che in particolare per la seta per i tessuti di seta vide la concorrenza delle fibre artificiali. Il salvataggio della Fisac, gravemente indebitato fu operato entrando nel gruppo IRI. Tornato in mani private la Fisac si rilanciò sui mercati anche internazionali, superò i periodi burrascosi della seconda guerra mondiale, la ripresa industriale del dopoguerra, il miracolo economico. Ridusse i propri stabilimenti da nove a quattro conquistandosi però uno spazio sui prodotti di qualità e nel 1971 entrò nell'orbita del gruppo Chatillon guidato dal presidente della Confindustria Furio Cicogna come completamento a valle della produzione dei filati artificiali di tipo serico.
Con la successiva crisi del settore delle fibre e la nascita della Montefibre si trovò fuori del centro degli interessi.
Ceduta alla società Trevitex facente capo all'imprenditore Pieraldo Dalle Carbonare di Vicenza non sopravvisse poi alla successiva crisi e arrivò al fallimento.

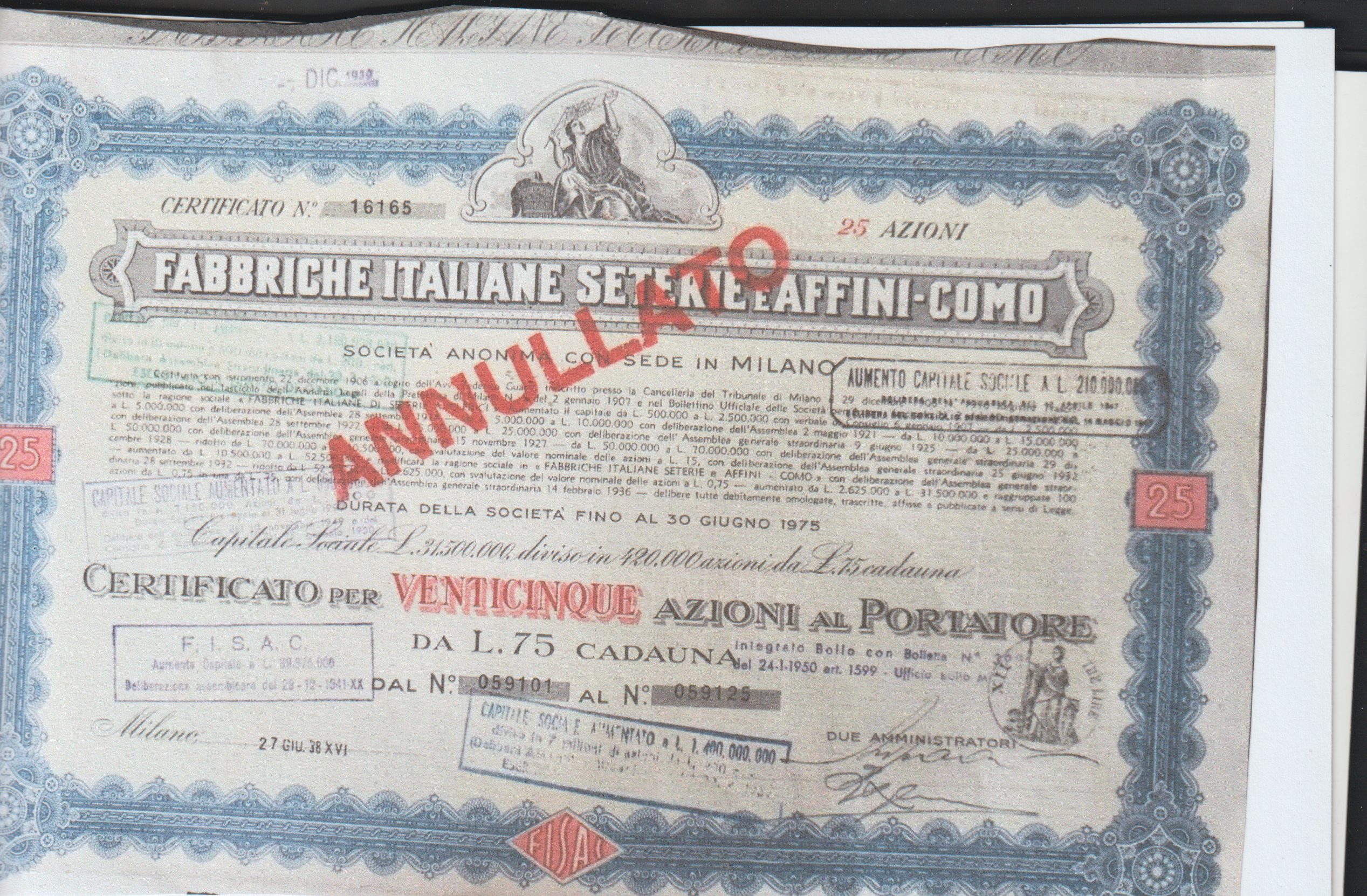
Titolo da 25 azioni da 75 lire

## Vertenze giudiziarie
Il fallimento della Fisac con passività dell'ordine dei 100 miliardi di lire portò nel 2001 a condanne penali degli amministratori per bancarotta

## Il riutilizzo delle aree
La Fisac aveva un notevole patrimonio immobiliare:
- a Camerlata 33.000 mq
- a Cermenate 37.000 mq
- a Fino Mornasco 13.000 mq
- a Grandate 66.700 mq[9]

Il comune di Como nella riurbanizzazione dell'area ex industriale di Camerlata ha intitolato la piazza: piazza Fisac. In ricordo del vecchio stabilimento si è salvato un frammento di edificio il Pergolato utilizzato dal Museo della Seta